# 서울잠실초등학교
서울잠실초등학교(서울蠶室初等學校)는 대한민국 서울특별시 송파구에 있는 공립 초등학교이다.

## 학교 연혁
- 1975년 11월 1일: 서울잠실국민학교 설립
- 1980년 9월 1일: 잠동국민학교 분리
- 2003년 3월 1일: 휴교(재건축)
- 2008년 10월 31일: 재개교

## 참고 자료
- 서울잠실초등학교 - 한국교육학술정보원 학교알리미